# Andreas Dresen
Andreas Dresen (ur. 16 sierpnia 1963 w Gerze) – niemiecki reżyser i scenarzysta filmowy. Jego filmy cechuje realistyczny styl, który nadaje im charakteru paradokumentalnego. Często stosuje też w swojej twórczości improwizację.
Laureat Srebrnego Niedźwiedzia – Grand Prix Jury na 52. MFF w Berlinie za film Na półpiętrze (2002). Uznanie i nagrody przyniósł mu również śmiały obyczajowo obraz W siódmym niebie (2008) o życiu seksualnym po sześćdziesiątce, z nagradzaną kreacją Ursuli Werner. Z kolei film W pół drogi (2011), poświęcony zmaganiu się z chorobą nowotworową, zdobył Nagrodę Główną w sekcji "Un Certain Regard" na 64. MFF w Cannes.
Członek jury konkursu głównego na 63. MFF w Berlinie (2013).